# جرباشیان
جرباشیان (زبان ارمنی: Ջրբաշյան), یکی از نام‌های خانوادگی رایج در میان ارمنیان می‌باشد.
- ادوارد جرباشیان
- استپان جرباشیان
- رافائل جرباشیان
- روبن جرباشیان
- مخیتار جرباشیان